# Cabañes
Cabañes es un pueblo de los Picos de Europa. Pertenece al municipio de Cillorigo de Liébana, en la comarca de Liébana (Cantabria, España). Entre este pueblo y Lebeña discurre la garganta del Robejo, que forma el río homónimo, siendo un pequeño cañón lateral del Desfiladero de la Hermida.

## Demografía
La localidad, que en 2008, según el INE, tenía 44 habitantes, está a 549 metros de altitud sobre el nivel del mar. Dista 118,9 km de Santander, y 4,9 de Tama, las capitales regional y municipal respectivamente. Celebra las fiestas de San Juan el 24 de junio.

## Acceso
Cabañes está situado en altura por lo que para llegar a él es necesario coger un pequeño desvío situado en la localidad de Tama (junto a Potes). Un error habitual en los navegadores GPS es tratar de acceder a Cabañes a través de la localidad de Lebeña lo cual resulta imposible porque se trata de una pista forestal que hace imposible el acceso para vehículos convencionales.
- Datos: Q5737975
- Multimedia: Cabañes, Cillorigo de Liébana / Q5737975